# Bregl da Heida
Bregl da Heida era un antico insediamento nel territorio dell'attuale comune svizzero di Sagogn, nel Canton Grigioni, abbandonato nel corso del Medioevo.
Le ricerche archeologiche destinate, negli anni 1960, al castello di Schiedberg portarono alla luce anche le rovine di una vecchia chiesa risalente al 760 circa. Caratteristico era, quasi certamente, il coro a ferro di cavallo. La struttura, che si trova su di una collina adiacente al castello, rappresentava probabilmente una cappella privata dei signorotti locali e, sempre secondo i testamenti del vescovo di Coira Tellone, era intitolata a san Colombano. Il monaco irlandese, raffigurato tra l'altro sullo stemma comunale, aveva infatti visitato queste zone un secolo e mezzo prima. È probabile che il fulcro del comune di Sagogn si trovasse originariamente proprio su questa collina.